# Eberhard Schlicker
Eberhard Schlicker (* 17. Dezember 1952 in Stuttgart) ist ein deutscher Pharmakologe.

## Leben
Schlicker studierte Medizin von 1972 bis 1975 an der Universität Freiburg und anschließend bis 1979 an der Universität Heidelberg. Im Juli 1979 wurde er in Heidelberg bei Volker Kreye zum Doktor der Medizin promoviert. 1980 bis 1986 war er Postdoc bei Manfred Göthert am Institut für Pharmakologie der Universität Essen und 1986 Postdoc am Institut für Pharmakologie und Toxikologie an der Universität Bonn. Im gleichen Jahr habilitierte er sich dort in Pharmakologie und Toxikologie.

### Wirken
Von 1987 bis 1992 war Schlicker C2-Professor an der Universität Bonn und ist dort seit 1992 außerplanmäßiger Professor; er wurde 2016 pensioniert. Forschungsschwerpunkte waren unter anderem die Definition von Signalerkennungsmolekülen (Rezeptoren) und die Analyse der Wirkungsmechanismen im Organismus. Ein besonderes Augenmerk lag auf der Identifizierung von präsynaptischen Rezeptoren. Hier ist besonders der Histamin-H3-Rezeptor zu erwähnen; so konnte er erstmals zeigen, dass dieser Rezeptor an serotoninergen, noradrenergen und dopaminergen Neuronen im Gehirn vorkommt. Einen Teil der Studien führte seine Arbeitsgruppe mit den Gruppen von Walter Schunack von der Freien Universität Berlin und Holger Stark von der Heinrich-Heine-Universität Düsseldorf durch; in diesem Zusammenhang wurde auch das seit 2016 im Handel befindliche Pitolisant untersucht. Ein besonderer Schwerpunkt der Arbeitsgruppe von Schlicker bestand in der Untersuchung des Endocannabinoid-Systems, zum Teil in Zusammenarbeit mit Andreas Zimmer und Andras Bilkei-Gorzo vom Institut für Molekulare Psychiatrie der Universität Bonn, zum Teil mit Barbara Malinowska von der Medizinischen Universität in Białystok; letztgenannte Kooperation besteht weiterhin. Auch bei der Untersuchung zu atypischen Beta-Adrenozeptoren bestand eine Kooperation mit Kollegen aus Polen, nämlich mit Barbara Malinowska von der Medizinischen Universität in Białystok und Katarzyna Kieć-Konowicz von der Universität Krakau. Schlickers Forschungsarbeiten wurden durch die Deutsche Forschungsgemeinschaft im Rahmen von Einzelanträgen, einer Forschergruppe, eines Graduiertenkollegs und des Sonderforschungsbereichs 400 „Molekulare Grundlagen zentralnervöser Erkrankungen“ gefördert. Schlicker war von 2004 bis 2019 Herausgeber der Zeitschrift Naunyn-Schmiedeberg’s Archives of Pharmacology und ist seit 2010 stellvertretender Vorsitzender der Ethikkommission der Universität Bonn; bis zu seiner Pensionierung war er Stellvertreter des Direktors des Instituts für Pharmakologie und Toxikologie der Universität Bonn.

## Preise und Auszeichnungen
- 1993 Rottendorf-Preis für Pharmazie und Pharmakologie der Rottendorf-Stiftung, zusammen mit Klaus Fink und Gerhard J. Molderings
- 2002 ISI Highly Cited Researcher, Thomson Reuters
- 2006 Kopernikus-Preis der Deutschen Forschungsgemeinschaft (DFG) mit Barbara Malinowska
- h-Index (per 1. Januar 2025): 56 (Google Scholar), 49 (Web of Science) und 49 (Scopus)

## Trivia
Schlicker lockerte seine Seminare und Vorlesungen durch selbst verfasste Gedichte auf.